# Uniwersytet WSB Merito Warszawa
Uniwersytet WSB Merito Warszawa, do 2023 Wyższa Szkoła Bankowa w Warszawie – uczelnia niepubliczna należąca do Uniwersytetów WSB Merito. Prowadzi studia I stopnia i II stopnia – w trybie stacjonarnym i niestacjonarnym. Główne siedziby uczelni znajdują się w warszawskiej dzielnicy Targówek przy ulicy Łabiszyńskiej 25 oraz dzielnicy Mokotów przy ulicy Domaniewskiej 50.  
Uczelnia prowadzi studia pierwszego stopnia  (licencjackie i inżynierskie), drugiego stopnia oraz studiach jednolitych magisterskich. Prowadzi studia podyplomowe z zakresu m.in. administracji i bezpieczeństwa, finansów i rachunkowości, HR, IT, marketingu i sprzedaży, nieruchomości, pedagogiki, psychologii i zarządzania oraz program Master of Business Administration z amerykańskim partnerem – Franklin University. 

## Historia uczelni[4]
Wyższa Szkoła Bankowa w Warszawie powstała w 2019 roku w wyniku przekształcenia Wyższej Szkoły Informatyki, Zarządzania i Administracji w Warszawie, istniejącej w latach 1999−2019.
3 kwietnia 2023 Wyższe Szkoły Bankowe zostały uniwersytetami i zmieniły nazwy. Wyższa Szkoła Bankowa w Warszawie stała się Uczelnią WSB Merito w Warszawie, a od 1 listopada 2023 połączyła się z Uniwersytetem WSB Merito w Poznaniu i przyjęła nazwę Uniwersytet WSB Merito Warszawa.

## Władze uczelni[7]
- Rektor – dr hab. Ryszard Sowiński, prof. UWSB Merito
- Prorektor ds. umiędzynarodowienia - dr hab. Piotr Olaf Żylicz, prof. UWSB Merito
- Dziekan – dr Agnieszka Nieznańska-Cwynar
- Prodziekan ds. organizacji dydaktyki - Magdalena Krusiewicz
- Prodziekan ds. jakości kształcenia – dr Beata Mazurek-Kucharska
- Prodziekan ds. jakości kształcenia - dr Dorota Nawrat-Wyraz
- Prodziekan ds. studentów – dr Artur Fiks
- Wicekanclerz – Karol Cyrulik
- Dyrektor ds. rozwoju – Anna Lewandowska

## Kierunki studiów
Oferta Uniwersytetu WSB Merito w Warszawie obejmuje: 
- Studia I stopnia (licencjackie − 3-letnie)[8]:
  - Administracja
  - Bezpieczeństwo wewnętrzne
  - Ekonomia
  - Finanse i rachunkowość
  - Informatyka
  - Logistyka
  - Marketing i sprzedaż
  - Marketing i sprzedaż (online)
  - Media i komunikacja w biznesie
  - Multimedia i grafika komputerowa
  - Prawo w biznesie
  - Psychologia w biznesie
  - Sztuczna inteligencja w biznesie
  - Turystyka i rekreacja
  - Zarządzanie
  - Zarządzanie on-line

- Studia I stopnia (inżynierskie − 3,5-letnie)[9]:
  - Informatyka
  - Logistyka
- Jednolite studia magisterskie − 5 letnie: [10]
  - Pedagogika przedszkolna i wczesnoszkolna

- Studia II stopnia – magisterskie − 2-letnie)[11]:
  - Administracja
  - Bezpieczeństwo wewnętrzne
  - Ekonomia
  - Finanse i rachunkowość
  - Marketing i sprzedaż
  - Zarządzanie
  - Zarządzanie (online)

- Studia II stopnia z podyplomowymi[12]
  - Administracja
  - Ekonomia
  - Finanse i rachunkowość
  - Zarządzanie
  - Zarządzanie (on-line)

Studia II stopnia prowadzone są w ramach dwóch ścieżek kształcenia – tradycyjnej oraz połączonej ze studiami podyplomowymi.Studia kończą się obroną pracy magisterskiej, uzyskaniem dyplomu magistra i świadectwa ukończenia studiów podyplomowych.  
Dodatkowo uczelnia prowadzi studia podyplomowe w takich obszarach: 
- administracja i bezpieczeństwo
- finanse i rachunkowość
- HR
- IT
- logistyka
- marketing i sprzedaż
- nieruchomości
- pedagogika
- psychologia
- zarządzanie

oraz studia MBA, kursy i szkolenia specjalistyczne oraz kursy językowe.